# ザクセン＝マルクスール

ザクセン＝マルクスール公国
Herzogtum Sachsen-Marksuhl

ザクセン＝マルクスール（ドイツ語: Sachsen-Marksuhl）は1662年から1671年まで存在した、ヴェッティン家エルネスティン系が統治した公国。領土は現ドイツのテューリンゲン州の一部にあたる。

## 歴史
1662年、ザクセン＝ヴァイマル公ヴィルヘルムが死去した。予定では次男のアドルフ・ヴィルヘルムと三男のヨハン・ゲオルク1世が共同でザクセン＝アイゼナハを統治するが、争いの結果ヨハン・ゲオルク1世はアイゼナハからの収入の一部を得る代わりにアイゼナハ公位を放棄、マルクスールに居城を構えた。
1671年、アドルフ・ヴィルヘルムの息子でザクセン＝アイゼナハ公を継承したヴィルヘルム・アウグストが2歳で夭折して	ザクセン＝アイゼナハ公家が断絶すると、ヨハン・ゲオルク1世はザクセン＝アイゼナハ公になり、マルクスールも公国に併合された。

## ザクセン＝マルクスール公の一覧
- ヨハン・ゲオルク1世（1634年 - 1686年）